# Partecipanti alla Vuelta a España 2008
Elenco dei partecipanti alla Vuelta a España 2008.
Alla competizione presero parte 19 squadre. Ognuna di esse era composta da 9 corridori, per un totale di 171 ciclisti.

## Corridori per squadra
| Team CSC-Saxo Bank               | Team CSC-Saxo Bank               | Team CSC-Saxo Bank               | Crédit Agricole    | Crédit Agricole      | Crédit Agricole    | Quick Step             | Quick Step             | Quick Step             |
| -------------------------------- | -------------------------------- | -------------------------------- | ------------------ | -------------------- | ------------------ | ---------------------- | ---------------------- | ---------------------- |
| 1                                | Carlos Sastre                    | 3º                               | 71                 | Patrice Halgand      | R                  | 141                    | Paolo Bettini          | R                      |
| 2                                | Aleksandr Kolobnev               | 40º                              | 72                 | Sébastien Hinault    | 64º                | 142                    | Carlos Barredo         | R                      |
| 3                                | Íñigo Cuesta                     | 37º                              | 73                 | Jeremy Hunt          | 107º               | 143                    | Tom Boonen             | R                      |
| 4                                | Jurgen Van Goolen                | 16º                              | 74                 | Christophe Kern      | 112º               | 144                    | Juan Manuel Gárate     | 15º                    |
| 5                                | Juan José Haedo                  | R                                | 75                 | Cyril Lemoine        | 100º               | 145                    | Wouter Weylandt        | 118º                   |
| 6                                | Karsten Kroon                    | 72º                              | 76                 | Jean-Marc Marino     | R                  | 146                    | Davide Viganò          | 93º                    |
| 7                                | Matti Breschel                   | 48º                              | 77                 | Gabriel Rasch        | 86º                | 147                    | Andrea Tonti           | R                      |
| 8                                | Michael Blaudzun                 | 82º                              | 78                 | Nicolas Roche        | 13º                | 148                    | Matteo Tosatto         | R                      |
| 9                                | Volodymyr Hustov                 | 44º                              | 79                 | Yannick Talabardon   | 31º                | 149                    | Kevin Van Impe         | 126º                   |
| AG2R La Mondiale                 | AG2R La Mondiale                 | AG2R La Mondiale                 | Euskaltel-Euskadi  | Euskaltel-Euskadi    | Euskaltel-Euskadi  | Rabobank               | Rabobank               | Rabobank               |
| 11                               | Rinaldo Nocentini                | 23º                              | 81                 | Igor Antón           | R                  | 151                    | Óscar Freire           | R                      |
| 12                               | José Luis Arrieta                | 55º                              | 82                 | Mikel Astarloza      | 28º                | 152                    | Mauricio Ardila        | R                      |
| 13                               | Renaud Dion                      | 113º                             | 83                 | Koldo Fernández      | 94º                | 153                    | Juan Antonio Flecha    | 74º                    |
| 14                               | Hubert Dupont                    | 32º                              | 84                 | Iñigo Landaluze      | 63º                | 154                    | Dmitrij Kozončuk       | 54º                    |
| 15                               | John Gadret                      | 18º                              | 85                 | Egoi Martínez        | 9º                 | 155                    | Robert Gesink          | 7º                     |
| 16                               | Julien Loubet                    | 70º                              | 86                 | Alan Pérez           | 69º                | 156                    | Pedro Horrillo         | 117º                   |
| 17                               | Lloyd Mondory                    | 120º                             | 87                 | Rubén Pérez          | 41º                | 157                    | Marc de Maar           | 56º                    |
| 18                               | Stéphane Poulhiès                | 128º                             | 88                 | Amets Txurruka       | 45º                | 158                    | Grischa Niermann       | 30º                    |
| 19                               | Aljaksandr Usaŭ                  | 123º                             | 89                 | Iván Velasco         | 51º                | 159                    | Theo Eltink            | 77º                    |
| Andalucía-Cajasur                | Andalucía-Cajasur                | Andalucía-Cajasur                | Française des Jeux | Française des Jeux   | Française des Jeux | Silence-Lotto          | Silence-Lotto          | Silence-Lotto          |
| 21                               | José Luis Carrasco               | 68º                              | 91                 | Sandy Casar          | 19º                | 161                    | Jaroslav Popovyč       | 52º                    |
| 22                               | José Antonio Carrasco            | 65º                              | 92                 | Mickaël Delage       | 103º               | 162                    | Dominique Cornu        | 46º                    |
| 23                               | José Antonio López               | R                                | 93                 | Rémy Di Grégorio     | 80º                | 163                    | Bart Dockx             | 111º                   |
| 24                               | Francisco José Martínez          | 122º                             | 94                 | Philippe Gilbert     | R                  | 164                    | Pieter Jacobs          | 91º                    |
| 25                               | Javier Moreno                    | 21º                              | 95                 | Sébastien Joly       | R                  | 165                    | Olivier Kaisen         | 92º                    |
| 26                               | Manuel Ortega                    | 83º                              | 96                 | Matthieu Ladagnous   | 89º                | 166                    | Matthew Lloyd          | R                      |
| 27                               | Juan Javier Estrada              | 114º                             | 97                 | Gianni Meersman      | R                  | 167                    | Roy Sentjens           | 33º                    |
| 28                               | Jesús Rosendo                    | 116º                             | 98                 | Jelle Vanendert      | 101º               | 168                    | Maarten Tjallingii     | 58º                    |
| 29                               | José Ruiz Sánchez                | 53º                              | 99                 | Francis Mourey       | 96º                | 169                    | Greg Van Avermaet      | 66º                    |
| Astana                           | Astana                           | Astana                           | Gerolsteiner       | Gerolsteiner         | Gerolsteiner       | Team Milram            | Team Milram            | Team Milram            |
| 31                               | Alberto Contador                 | 1º                               | 101                | Davide Rebellin      | R                  | 171                    | Erik Zabel             | 49º                    |
| 32                               | Andreas Klöden                   | 20º                              | 102                | Mathias Frank        | R                  | 172                    | Volodymyr Djudja       | R                      |
| 33                               | Levi Leipheimer                  | 2º                               | 103                | Oscar Gatto          | 127º               | 173                    | Artur Gajek            | R                      |
| 34                               | Dmitrij Murav'ëv                 | 131º                             | 104                | Sebastian Lang       | 79º                | 174                    | Andrij Hrivko          | 42º                    |
| 35                               | Asan Bazaev                      | 130º                             | 105                | Tom Stamsnijder      | 88º                | 175                    | Matej Jurčo            | 81º                    |
| 36                               | Benjamín Noval                   | 62º                              | 106                | Stephan Schreck      | R                  | 176                    | Christian Kux          | R                      |
| 37                               | Sérgio Paulinho                  | 26º                              | 107                | Stefan Schumacher    | R                  | 177                    | Fabio Sabatini         | 102º                   |
| 38                               | José Luis Rubiera                | 22º                              | 108                | Heinrich Haussler    | R                  | 178                    | Sebastian Schwager     | 115º                   |
| 39                               | Tomas Vaitkus                    | 95º                              | 109                | Oliver Zaugg         | 11º                | 179                    | Martin Velits          | 73º                    |
| Bouygues Télécom                 | Bouygues Télécom                 | Bouygues Télécom                 | Xacobeo Galicia    | Xacobeo Galicia      | Xacobeo Galicia    | Tinkoff Credit Systems | Tinkoff Credit Systems | Tinkoff Credit Systems |
| 41                               | Dimitri Champion                 | 106º                             | 111                | Ezequiel Mosquera    | 4º                 | 181                    | Michail Ignat'ev       | 104º                   |
| 42                               | Stef Clement                     | R                                | 112                | Carlos Panadero      | 38º                | 182                    | Ivan Rovnyj            | R                      |
| 43                               | Aurélien Clerc                   | R                                | 113                | Gustavo César Veloso | 29º                | 183                    | Nikita Es'kov          | 57º                    |
| 44                               | Xavier Florencio                 | 36º                              | 114                | Gustavo Domínguez    | 84º                | 184                    | Evgenij Petrov         | 43º                    |
| 45                               | Anthony Geslin                   | R                                | 115                | David García Dapena  | 14º                | 185                    | Vasil' Kiryenka        | 34º                    |
| 46                               | Vincent Jérôme                   | 76º                              | 116                | David Herrero        | 47º                | 186                    | Pavel Brutt            | 105º                   |
| 47                               | Arnaud Labbe                     | 108º                             | 117                | Serafín Martínez     | 90º                | 187                    | Walter Pedraza         | 85º                    |
| 48                               | Alexandre Pichot                 | R                                | 118                | Iban Mayoz           | 39º                | 188                    | Ricardo Serrano        | R                      |
| 49                               | Olivier Bonnaire                 | 61º                              | 119                | Ėduard Vorganov      | 60º                | 189                    | Nikolaj Trusov         | R                      |
| Caisse d'Epargne                 | Caisse d'Epargne                 | Caisse d'Epargne                 | Lampre             | Lampre               | Lampre             |                        |                        |                        |
| 51                               | Alejandro Valverde               | 5º                               | 121                | Damiano Cunego       | R                  |                        |                        |                        |
| 52                               | David Arroyo                     | 17º                              | 122                | Alessandro Ballan    | R                  |                        |                        |                        |
| 53                               | José Vicente García              | 119º                             | 123                | Emanuele Bindi       | 129º               |                        |                        |                        |
| 54                               | Imanol Erviti                    | 99º                              | 124                | Marzio Bruseghin     | 10º                |                        |                        |                        |
| 55                               | Daniel Moreno                    | 12º                              | 125                | Marco Marzano        | 25º                |                        |                        |                        |
| 56                               | Alberto Losada                   | 24º                              | 126                | Massimiliano Mori    | 124º               |                        |                        |                        |
| 57                               | Luis Pasamontes                  | 35º                              | 127                | Danilo Napolitano    | R                  |                        |                        |                        |
| 58                               | Joaquim Rodríguez                | 6º                               | 128                | Mauro Santambrogio   | 121º               |                        |                        |                        |
| 59                               | Xabier Zandio                    | 50º                              | 129                | Paolo Tiralongo      | 27º                |                        |                        |                        |
| Cofidis, le Crédit par Téléphone | Cofidis, le Crédit par Téléphone | Cofidis, le Crédit par Téléphone | Liquigas           | Liquigas             | Liquigas           |                        |                        |                        |
| 61                               | Sylvain Chavanel                 | R                                | 131                | Daniele Bennati      | R                  |                        |                        |                        |
| 62                               | Kevin De Weert                   | 59º                              | 132                | Valerio Agnoli       | 110º               |                        |                        |                        |
| 63                               | Leonardo Duque                   | 67º                              | 133                | Claudio Corioni      | 97º                |                        |                        |                        |
| 64                               | Bingen Fernández                 | 87º                              | 134                | Enrico Franzoi       | 98º                |                        |                        |                        |
| 65                               | Maryan Hary                      | R                                | 135                | Filippo Pozzato      | R                  |                        |                        |                        |
| 66                               | David Moncoutié                  | 8º                               | 136                | Manuel Quinziato     | R                  |                        |                        |                        |
| 67                               | Sébastien Minard                 | 71º                              | 137                | Ivan Santaromita     | 125º               |                        |                        |                        |
| 68                               | Nick Nuyens                      | 78º                              | 138                | Gorazd Štangelj      | 109º               |                        |                        |                        |
| 69                               | Staf Scheirlinckx                | R                                | 139                | Alessandro Vanotti   | 75º                |                        |                        |                        |

## Ciclisti per nazione
Le nazionalità rappresentate nella manifestazione sono 23; in tabella il numero dei ciclisti suddivisi per la propria nazione di appartenenza:
| Numero ciclisti | Nazione                                                                                           |
| --------------- | ------------------------------------------------------------------------------------------------- |
| 49              | Spagna                                                                                            |
| 29              | Francia                                                                                           |
| 25              | Italia                                                                                            |
| 16              | Belgio                                                                                            |
| 10              | Germania                                                                                          |
| 9               | Russia                                                                                            |
| 7               | Paesi Bassi                                                                                       |
| 4               | Ucraina                                                                                           |
| 3               | Colombia                                                                                          |
| 2               | Bielorussia, Danimarca, Kazakistan, Slovacchia, Svizzera                                          |
| 1               | Argentina, Austria, Gran Bretagna, Irlanda, Lituania, Norvegia, Portogallo, Slovenia, Stati Uniti |